# Phaonia trimaculata
Phaonia trimaculata este o specie de muște din genul Phaonia, familia Muscidae. A fost descrisă pentru prima dată de Bouche în anul 1834. Conform Catalogue of Life specia Phaonia trimaculata nu are subspecii cunoscute.